# Yazidis en Siria
Los yazidis en Siria son un grupo etnorreligioso y una minoría en el país. Su origen se remonta a la antigua Persia, y son una comunidad estrictamente endogámica.
La religión yazidí se remonta a tiempos preislámicos. Durante los siglos XV y XVI, emigraron desde el sur de la actual Turquía y se establecieron en la fortaleza montañosa de Jebel Sinjar, en el noreste de Siria e Irak. Aunque algunos están dispersos en Turquía y Armenia, Irak es el centro de su vida religiosa, el hogar de su emir y la tumba de su santo más venerado, el Jeque Adi. Antiguamente eran semi-nómadas y hoy en día la mayoría de los yazidíes están asentados, no tienen grandes jefes y hablan el idioma kurmanji (de la familia de lenguas kurdas).
Los yazidíes de Siria viven principalmente en dos comunidades, una en el área de Al-Jazira y la otra en los Montes Kurdos (Kurd-Dagh). Se desconoce el número de población siria Yazidí. En 1963, la comunidad se estimó en alrededor de 10.000 según el censo nacional, pero los números para 1987 no estaban disponibles. Hoy puede haber entre 12.000 y 15.000 yazidíes en Siria, aunque más de la mitad de la comunidad puede haber emigrado de Siria desde la década de 1980. Las estimaciones se complican aún más por la llegada de hasta 50.000 refugiados yazidíes de Irak durante la Guerra de Irak. Desde 2014, algunos yazidíes de Irak han entrado en áreas de Siria controladas por los kurdos para escapar del genocidio de yazidíes por parte del ISIS.
En 2014, había alrededor de 40.000 yazidíes en Siria, principalmente en la región de Al-Jazirah (antigua Mesopotamia superior).